# Cadena lateral

Estructura de un ácido carboxílico, donde R es un hidrógeno o una cadena lateral.

Una cadena lateral en química orgánica y en bioquímica es un sustituyente o grupo químico unido a un grupo funcional o a la cadena principal de una molécula orgánica. Un grupo R es una etiqueta genérica para una cadena lateral. Históricamente, las abreviaciones R y grupo-R provienen de los términos radical (química) o resto. En polímeros, las cadenas laterales se extienden desde una estructura esqueleto. En proteínas (compuestas de aminoácidos), las cadenas laterales están ligadas a los átomos alfa del esqueleto amida.

## Convenciones
El símbolo R es usado generalmente para representar grupos alquilo (hidrocarburos saturados), mientras que para grupos diferentes (heteroátomos, grupos nitro, etc.) se utilizan los símbolos X, Y y Z. Para indicar grupos aromáticos se utiliza el símbolo Ar.

## Historia
El símbolo R fue propuesto en el siglo XIX por el químico francés Charles Frédéric Gerhardt, quien defendió que su uso sería ampliamente reconocible debido a que en diversos idiomas europeos, la letra inicial de raíz o residuo es R. En francés: racine (raíz) y résidu (residuo); en inglés root (raíz) y residue (residuo); en latín radix (raíz) y residuum (residuo) y en alemán, rest (en el contexto químico, residuo y radical a la vez).
Al inicio, fue utilizado indistintamente para representar moléculas hidrocarbonadas enteras, porciones de éstas y fórmulas de óxidos binarios, el significado actual de R fue dado en1858 por Stanislao Cannizzaro en On the determination of atomic weights (Sobre la determinación de las masas atómicas), donde se incluye la primera identificación de R con la palabra radical. Siguiendo con la tradición de Cannizzaro, Dmitri Mendeleiev utilizó extensivamente la R para representar diferentes clases de átomos en óxidos (R2O, RO, etc.), hidruros (RH, RH2, etc.) y otros.

## Uso

### Química orgánica
En química de polímeros, las cadenas laterales de una ramificación oligomérica o polimérica se extienden a partir del esqueleto del polímero. Las cadenas laterales tienen repercusiones importantes en las propiedades de un polímero, principalmente sobre la cristalinidad y la densidad. El término ramificación oligomérica se refiere usualmente a cadenas cortas mientras que el término ramificación polimérica se refiere a cadenas largas. La diferencia entre estos dos y los grupos laterales o grupos pendientes es que los últimos no son oligómeros ni polímeros (no están formados por partes monoméricas).

### Bioquímica
En las proteínas, que están compuestos de aminoácidos residuales1, las cadenas laterales están enlazadas al carbono alfa de la amida esqueletal. La cadena lateral conectada al carbono alfa es específica para cada aminoácido y es responsable de la carga y la polaridad del aminoácido. Las cadenas laterales también son responsables de la mayoría de las interacciones que dan lugar al plegamiento de las proteínas y su funcionamiento. Los aminoácidos con polaridades similares son usualmente atraídos entre sí mientras que las cadenas laterales polares y no polares se repelen. A pesar de ello, las interacciones polares/no polares juegan un papel importante en la estabilización de estructuras secundarias debido a la relativamente grande cantidad de interacciones que ocurren alrededor de toda la proteína. Las posiciones espaciales de las cadenas laterales de los átomos pueden ser predichas basándose en la geometría de la cadena esqueletal utilizando herramientas computacionales para la reconstrucción de cadenas.